# Tracker Tour
Il Tracker Tour è stato una tournée del chitarrista e cantautore britannico Mark Knopfler, che ha avuto luogo dal 15 maggio 2015 al 31 ottobre 2015.

## Formazione
- Mark Knopfler – voce e chitarra
- Richard Bennett – chitarra
- Glenn Worf – basso, contrabbasso e cori
- Guy Fletcher – tastiere e cori
- Jim Cox – pianoforte e fisarmonica
- Michael McGoldrick – flauto, uillean pipes e tin whistle
- John McCusker – fiddle, cittern e tin whistle
- Ian Thomas – batteria

Ad alcuni spettacoli hanno preso parte anche Nigel Hitchcock (sassofono) e Ruth Moody (voce e chitarra).

## Concerti

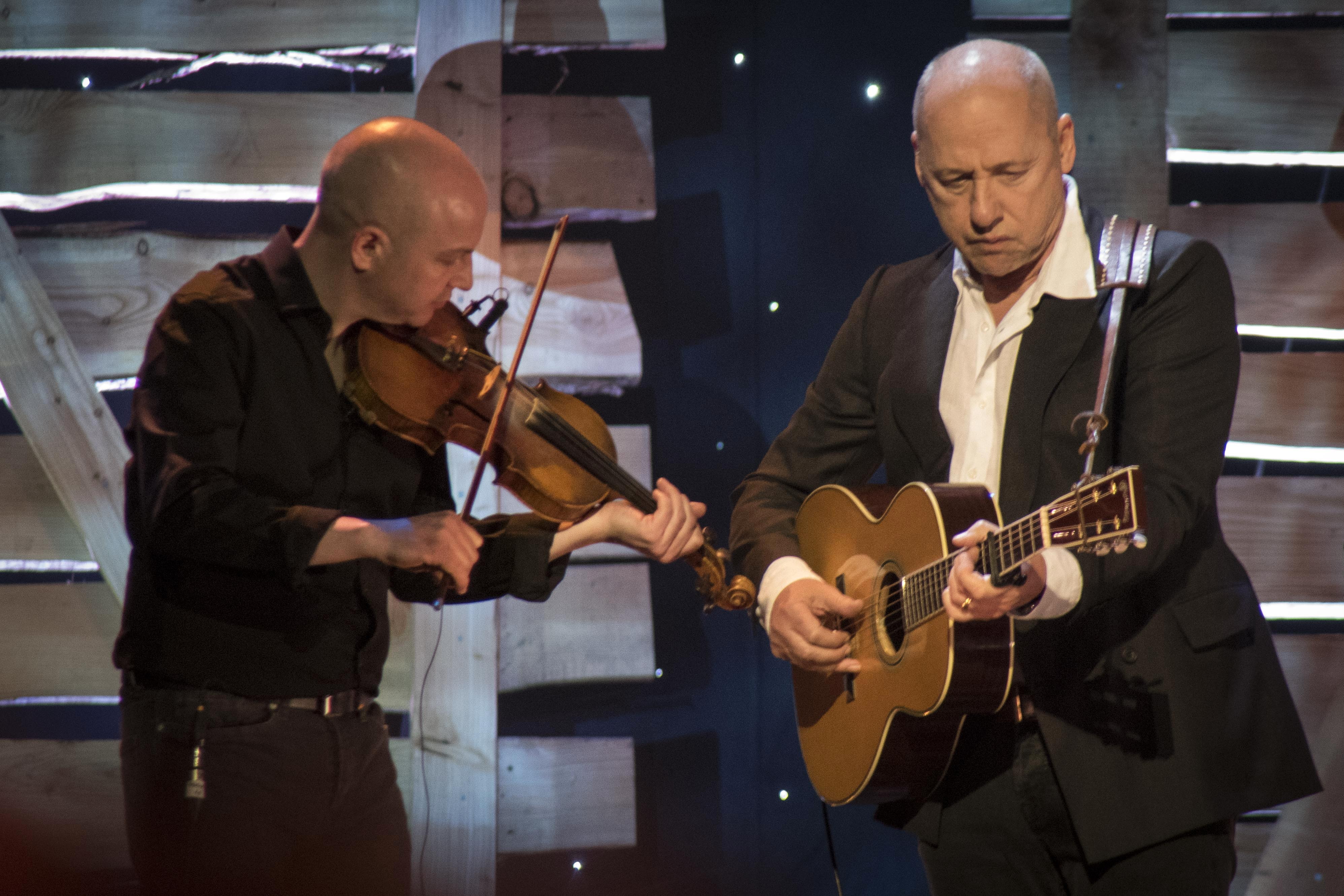
Mark Knopfler con John McCusker nel 2016

| Data              | Città                           | Paese       | Impianto                                                      |
| ----------------- | ------------------------------- | ----------- | ------------------------------------------------------------- |
| Europa            |                                 |             |                                                               |
| 15 maggio 2015    | Dublino                         | Irlanda     | 3Arena                                                        |
| 16 maggio 2015    | Manchester                      | Regno Unito | Phones 4u Arena                                               |
| 17 maggio 2015    | Sheffield                       | Regno Unito | Motorpoint Arena Sheffield                                    |
| 19 maggio 2015    | Glasgow                         | Regno Unito | The SSE Hydro                                                 |
| 20 maggio 2015    | Newcastle upon Tyne             | Regno Unito | Metro Radio Arena                                             |
| 22 maggio 2015    | Londra                          | Regno Unito | The O2 Arena                                                  |
| 23 maggio 2015    | Birmingham                      | Regno Unito | Arena                                                         |
| 25 maggio 2015    | Londra                          | Regno Unito | Royal Albert Hall                                             |
| 26 maggio 2015    | Londra                          | Regno Unito | Royal Albert Hall                                             |
| 28 maggio 2015    | Milano                          | Italia      | Mediolanum Forum                                              |
| 29 maggio 2015    | Nizza                           | Francia     | Palais Nikaia                                                 |
| 31 maggio 2015    | Salem                           | Germania    | Salem Schloss                                                 |
| 1º giugno 2015    | Zurigo                          | Svizzera    | Hallenstadion                                                 |
| 2 giugno 2015     | Parigi                          | Francia     | Zénith de Paris                                               |
| 3 giugno 2015     | Parigi                          | Francia     | Zénith de Paris                                               |
| 5 giugno 2015     | Anversa                         | Belgio      | Sportpaleis                                                   |
| 6 giugno 2015     | Amsterdam                       | Paesi Bassi | Ziggo Dome                                                    |
| 8 giugno 2015     | Stavanger                       | Norvegia    | DNB Arena                                                     |
| 9 giugno 2015     | Bergen                          | Norvegia    | Koengen                                                       |
| 10 giugno 2015    | Oslo                            | Norvegia    | Frognerbadet                                                  |
| 12 giugno 2015    | Trondheim                       | Norvegia    | Sverresborg Arena                                             |
| 13 giugno 2015    | Uppsala                         | Svezia      | Botaniska Trädgården                                          |
| 14 giugno 2015    | Copenaghen                      | Danimarca   | Giardini di Tivoli                                            |
| 16 giugno 2015    | Amburgo                         | Germania    | O2 World Hamburg                                              |
| 17 giugno 2015    | Dortmund                        | Germania    | Westfalenhallen                                               |
| 19 giugno 2015    | Magonza                         | Germania    | Zollhafen Nordmole                                            |
| 20 giugno 2015    | Mannheim                        | Germania    | SAP Arena                                                     |
| 21 giugno 2015    | Colonia                         | Germania    | Lanxess Arena                                                 |
| 4 luglio 2015     | Bad Kissingen                   | Germania    | Luitpoldpark                                                  |
| 5 luglio 2015     | Stoccarda                       | Germania    | Hanns-Martin-Schleyer-Halle                                   |
| 7 luglio 2015     | Hannover                        | Germania    | TUI Arena                                                     |
| 8 luglio 2015     | Berlino                         | Germania    | O2 World Berlin                                               |
| 9 luglio 2015     | Lipsia                          | Germania    | Leipzig Arena                                                 |
| 11 luglio 2015    | Monaco di Baviera               | Germania    | Olympiahalle                                                  |
| 12 luglio 2015    | Klam                            | Austria     | Burg Clam                                                     |
| 13 luglio 2015    | Cracovia                        | Polonia     | Tauron Arena Kraków                                           |
| 14 luglio 2015    | Sankt Margarethen im Burgenland | Austria     | Römersteinbruch St. Margarethen                               |
| 16 luglio 2015    | Saint-Julien-en-Genevois        | Francia     | Stade des Burgondes                                           |
| 17 luglio 2015    | Sion                            | Svizzera    | Sion sous les Étoiles                                         |
| 18 luglio 2015    | Piazzola sul Brenta             | Italia      | Anfiteatro Camerini                                           |
| 20 luglio 2015    | Barolo                          | Italia      | Piazza Colbert                                                |
| 21 luglio 2015    | Roma                            | Italia      | Parco della Musica                                            |
| 22 luglio 2015    | Lucca                           | Italia      | Piazza Napoleone (Lucca Summer Festival)                      |
| 24 luglio 2015    | Huesca                          | Spagna      | Auditorio de Lanuza                                           |
| 25 luglio 2015    | Avila                           | Spagna      | Finco Megosillo                                               |
| 26 luglio 2015    | Siviglia                        | Spagna      | Estadio de La Cartuja                                         |
| 28 luglio 2015    | Oeiras                          | Portogallo  | Parque dos Poetas                                             |
| 29 luglio 2015    | Santiago di Compostela          | Spagna      | Multiusos Fontes do Sar                                       |
| 31 luglio 2015    | Barcellona                      | Spagna      | Poble Espanyol                                                |
| America del Nord  |                                 |             |                                                               |
| 10 settembre 2015 | Vancouver                       | Canada      | Queen Elizabeth Theatre                                       |
| 11 settembre 2015 | Woodinville                     | Stati Uniti | Chateau Ste. Michelle Winery                                  |
| 12 settembre 2015 | Woodinville                     | Stati Uniti | Chateau Ste. Michelle Winery                                  |
| 13 settembre 2015 | Portland                        | Stati Uniti | Keller Auditorium                                             |
| 15 settembre 2015 | Salt Lake City                  | Stati Uniti | Red Butte Garden Amphitheatre                                 |
| 16 settembre 2015 | Las Vegas                       | Stati Uniti | The Colosseum at Caesars Palace                               |
| 18 settembre 2015 | Berkeley                        | Stati Uniti | Hearst Greek Theatre                                          |
| 19 settembre 2015 | Los Angeles                     | Stati Uniti | Dolby Theatre                                                 |
| 20 settembre 2015 | Santa Barbara                   | Stati Uniti | Santa Barbara Bowl                                            |
| 21 settembre 2015 | San Diego                       | Stati Uniti | San Diego Bay                                                 |
| 23 settembre 2015 | Morrison                        | Stati Uniti | Red Rocks Amphitheatre                                        |
| 25 settembre 2015 | Austin                          | Stati Uniti | The Moody Theater                                             |
| 26 settembre 2015 | Dallas                          | Stati Uniti | Majestic Theatre                                              |
| 28 settembre 2015 | Kansas City                     | Stati Uniti | Arvest Bank Theatre                                           |
| 29 settembre 2015 | Minneapolis                     | Stati Uniti | Orpheum Theatre                                               |
| 30 settembre 2015 | Milwaukee                       | Stati Uniti | Riverside Theater                                             |
| 2 ottobre 2015    | Chicago                         | Stati Uniti | Chicago Theatre                                               |
| 3 ottobre 2015    | Indianapolis                    | Stati Uniti | Murat Shrine                                                  |
| 4 ottobre 2015    | Ann Arbor                       | Stati Uniti | Michigan Theater                                              |
| 6 ottobre 2015    | Toronto                         | Canada      | Massey Hall                                                   |
| 7 ottobre 2015    | Montréal                        | Canada      | Place des Arts – Salle Wilfrid-Pelletier                      |
| 9 ottobre 2015    | Boston                          | Stati Uniti | Orpheum Theater                                               |
| 10 ottobre 2015   | Mashantucket                    | Stati Uniti | Grand Theater at Foxwoods Resort Casino                       |
| 11 ottobre 2015   | Albany                          | Stati Uniti | Palace Theater                                                |
| 13 ottobre 2015   | Pittsburgh                      | Stati Uniti | Heinz Hall                                                    |
| 14 ottobre 2015   | Niagara Falls                   | Canada      | Fallsview Casino Resort                                       |
| 16 ottobre 2015   | Red Bank                        | Stati Uniti | Count Basie Theatre                                           |
| 17 ottobre 2015   | Filadelfia                      | Stati Uniti | Academy of Music                                              |
| 18 ottobre 2015   | Washington                      | Stati Uniti | Warner Theatre                                                |
| 20 ottobre 2015   | New York                        | Stati Uniti | Beacon Theatre                                                |
| 21 ottobre 2015   | New York                        | Stati Uniti | Beacon Theatre                                                |
| 22 ottobre 2015   | Durham                          | Stati Uniti | Durham Performing Arts Center                                 |
| 24 ottobre 2015   | Atlanta                         | Stati Uniti | Chastain Park Amphitheater                                    |
| 25 ottobre 2015   | North Charleston                | Stati Uniti | North Charleston Performing Arts Center                       |
| 27 ottobre 2015   | St. Augustine                   | Stati Uniti | St. Augustine Amphitheatre                                    |
| 28 ottobre 2015   | Melbourne                       | Stati Uniti | King Center For The Performing Arts                           |
| 30 ottobre 2015   | Clearwater                      | Stati Uniti | Ruth Eckerd Hall                                              |
| 31 ottobre 2015   | Fort Lauderdale                 | Stati Uniti | Au Rene Theater at the Broward Center for the Performing Arts |

## Scaletta
Secondo i dati forniti dal sito web specializzato setlist.fm, la seguente è stata la scaletta proposta più frequentemente durante il Tracker Tour:
1. Broken Bones
2. Corned Beef City
3. Privateering
4. Father and Son
5. Hill Farmer's Blues
6. Skydiver
7. Laughs and Jokes and Drinks and Smokes
8. She's Gone
9. Your Latest Trick
10. Romeo and Juliet
11. Sultans of Swing
12. Postcards from Paraguay
13. Marbletown
14. Speedway at Nazareth
15. Telegraph Road
16. So Far Away
17. Going Home: Theme of the Local Hero

Fra le canzoni suonate nel corso della tournée si annoverano anche i seguenti brani:
- Piper to the End
- Mighty Man
- Haul Away
- On Every Street
- Wherever I Go
- I Used to Could
- Kingdom of Gold
- Brothers in Arms
- Our Shangri-La
- Song for Sonny Liston
- Seattle
- Done with Bonaparte